# Municipio de Santiago Laollaga
El municipio de Santiago Laollaga es uno de los 570 municipios del estado mexicano de Oaxaca. Su cabecera es la localidad de Santiago Laollaga. Fue erigido como municipio en el año de 1912.

## Geografía
El municipio de Santiago Laollaga, se localiza en la Región del Istmo de Tehuantepec al sureste del estado, en las coordenadas 95º12′ longitud oeste y 16º35′ latitud norte, a una altitud de 110 m s. n. m. (metros sobre el nivel del mar).
Limita al norte con el Municipio de Santa María Guienagati, al sur con el municipio de Municipio de Magdalena Tlacotepec, al oriente con el Municipio de Santa María Jalapa del Marqués, al poniente con el municipio de Municipio de Santo Domingo Chihuitán.

## Localidades
El municipio de Santiago Laollaga cuenta con nueve localidades.
| Localidad          | Población (2020) |
| ------------------ | ---------------- |
| Santiago Laollaga  | 2821             |
| Guichixú           | 328              |
| Colonia del Carmen | 86               |

## Gobierno
El sistema de gobierno de Laollaga se rige por partidos políticos, mediante el voto universal, único y secreto, el cabildo está formado por:
- 1 Presidente
- 1 Síndico Municipal
- 5 Regidores (Hacienda, Obras, Salud, Educación y Panteones)

| Presidente municipal        | Periodo   | Partido | Partido                              |
| --------------------------- | --------- | ------- | ------------------------------------ |
| Gelasio Camilo              | 1962-1965 |         | Partido Revolucionario Institucional |
| Celestino Alvarado Regalado | 1965-1968 |         | Partido Revolucionario Institucional |
| Carmelo García Reza         | 1968-1971 |         | Partido Revolucionario Institucional |
| Rubén Manuel Mendoza        | 1972-1974 |         | Partido Revolucionario Institucional |
| Lucas Ceballos Betanzos     | 1975      |         | Partido Revolucionario Institucional |
| Alejandro Morales Cruz      | 1976      |         | Partido Revolucionario Institucional |
| Eloy García Osorio          | 1977-1981 |         | Partido Revolucionario Institucional |
| Ramón Betanzos García       | 1982-1983 |         | Partido Revolucionario Institucional |
| Nemesio Betanzos Cabrera    | 1984-1986 |         | Partido Revolucionario Institucional |
| Antonio Toledo Ordóñez      | 1987-1989 |         | Partido Revolucionario Institucional |
| Joel Ríos Toledo            | 1990-1998 |         | Partido Revolucionario Institucional |
| Luciano Toledo Cruz         | 1993-1995 |         | Partido Revolucionario Institucional |
| Arturo Villalobos Ceballos  | 1996-1998 |         | Partido Revolucionario Institucional |
| Antonio Terán Melchor       | 1999-2001 |         | Partido Revolucionario Institucional |
| Antonio Terán Melchor       | 2002-2004 |         | Partido Revolucionario Institucional |
| Ruvicel Ramírez Betanzos    | 2005-2007 |         | Partido Revolucionario Institucional |
| Antonia Guzmán Jarquín      | 2011-2013 |         | Partido Revolucionario Institucional |
| Miguel Álvarez              | 2014-2016 |         | Partido Revolucionario Institucional |
| Aksa Yuray Toledo Prado     | 2017-2018 |         | Partido Verde Ecologista de México   |
| Aksa Yuray Toledo Prado     | 2019-2021 |         | Nueva Alianza                        |
| Felipe Benítez Domínguez    | 2022-2024 |         | Movimiento Regeneración Nacional     |